# 沃斯托克島
沃斯托克島（英語：Vostok Island），又意譯為東方號島，是太平洋島國基里巴斯的環礁，屬於萊恩群島的一部分，位於弗林特島西北158公里，面積0.24平方公里，最高點海拔高度5米，島上無人居住。
此島於1820年由俄羅斯探險家法比安·戈特利布·冯·别林斯高晋（Фадде́й Фадде́евич Беллинсга́узен）首先發現，他以乘坐的俄羅斯帝國海軍戰船沃斯托克號（羅馬化：Vostok）為此島命名。
2021年，這座島因為茂密森林在Google地圖的衛星圖上呈現極深的顏色，似乎像個大洞，而登上新聞版面。

## 外部連結
- Article at Jane's Oceania Home Page （页面存档备份，存于） - includes a sketch map
- Article at Looking For Nemo Expedition's site （页面存档备份，存于） - includes photo and sketch map

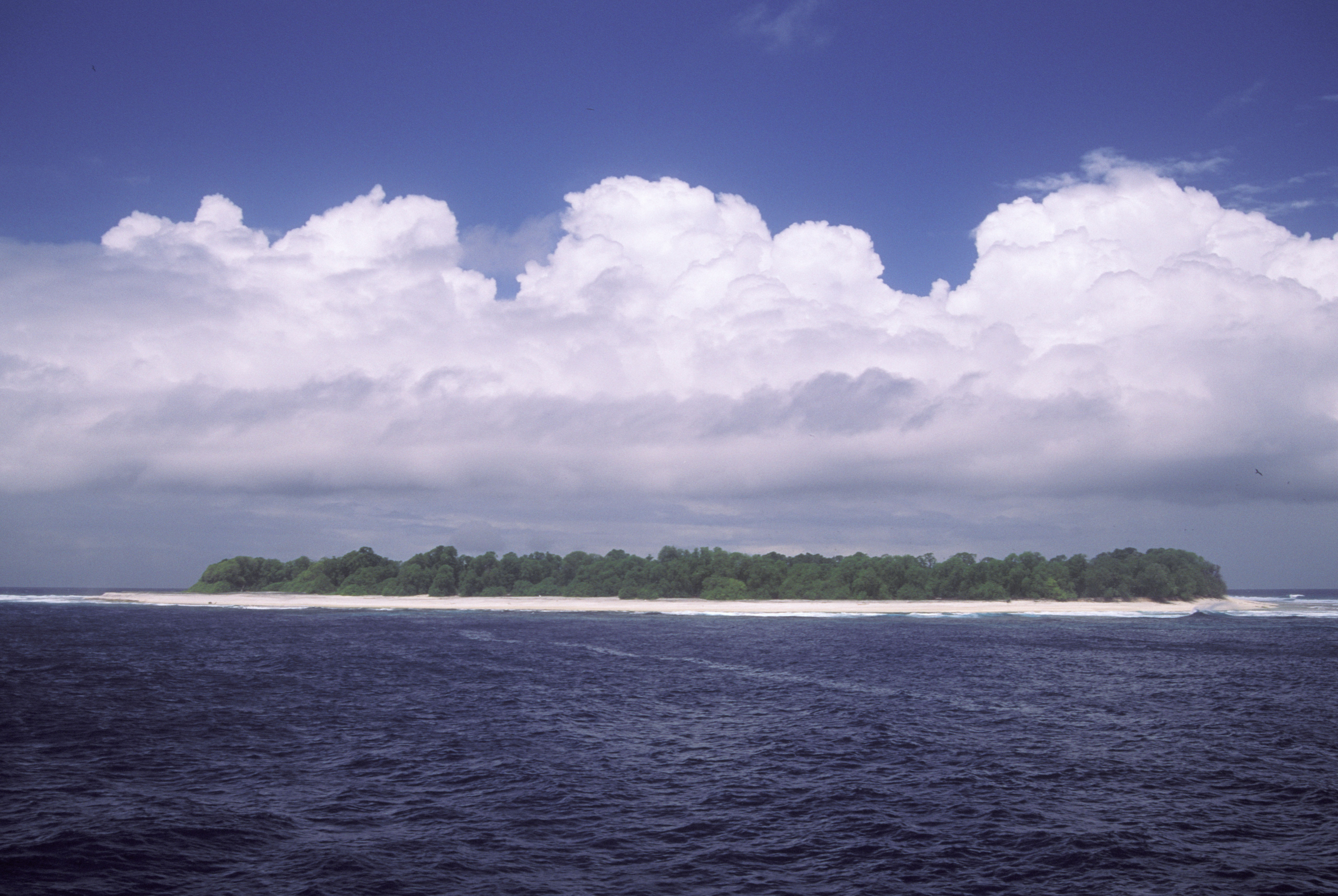
沃斯托克島

- Oceandots - Vostok Island （页面存档备份，存于） - satellite photograph

10°05′S 152°54′W / 10.083°S 152.900°W